# Danh sách chính đảng Indonesia
Từ năm 1999, Indonesia đã có một hệ thống đa đảng. Trong hai cuộc bầu cử lập pháp kể từ sự sụp đổ của chế độ Trật Tự Mới, không có đảng phái chính trị nào giành được chiến thắng toàn bộ đa số ghế, dẫn tới kết quả thành lập chính phủ liên hiệp.

## Đảng phái

### Đảng trong Quốc hội
| Đảng phái | Đảng phái                                                                        | Lãnh đạo                 | Tình trạng          |
| --------- | -------------------------------------------------------------------------------- | ------------------------ | ------------------- |
|           | Đảng Dân chủ (Indonesia) (Demokrat) Partai Demokrat                              | Susilo Bambang Yudhoyono | Chính phủ liên hiệp |
|           | Đảng các Nhóm Chức năng (Golkar) Partai Golongan Karya                           | Aburizal Bakrie          | Chính phủ liên hiệp |
|           | Đảng Dân chủ - Đấu tranh Indonesia (PDI-P) Partai Demokrasi Indonesia Perjuangan | Megawati Sukarnoputri    | Đối lập             |
|           | Đảng Thức tỉnh Dân tộc (PKB) Partai Kebangkitan Bangsa                           | Muhaimin Iskandar        | Chính phủ liên hiệp |
|           | Đảng Phát triển Liên Hợp (PPP) Partai Persatuan Pembangunan                      | Suryadharma Ali          | Chính phủ liên hiệp |
|           | Đảng Công lý Thịnh vượng (PKS) Partai Keadilan Sejahtera                         | Anis Matta               | Chính phủ liên hiệp |
|           | Đảng ủy nhiệm Quốc gia (PAN) Partai Amanat Nasional                              | Hatta Rajasa             | Chính phủ liên hiệp |
|           | Đảng Lương tâm Nhân dân (Hanura) Partai Hati Nurani Rakyat                       | Wiranto                  | Đối lập             |
|           | Đảng Phong trào Đại Indonesia (Gerindra) Partai Gerakan Indonesia Raya           | Suhardi                  | Đối lập             |

### Đảng không được đại diện trong Quốc hội
- Đảng Trăng Lưỡi Liềm (Partai Bulan Bintang)
- Đảng Cải cách Ngôi sao (Partai Bintang Reformasi)
- Đảng Hòa bình Thịnh vượng (Partai Damai Sejahtera)
- Đảng Quan tâm đến Chức năng Quốc gia (Partai Karya Peduli Bangsa)
- Đảng Tư pháp và Thống nhất Indonesia (Partai Keadilan dan Persatuan Indonesia)
- Đảng Dân tộc Kim ngưu Tự do (Partai Nasional Banteng Kemerdekaan)
- Đảng Dân tộc tính Dân chủ Thống nhất (Partai Persatuan Demokrasi Kebangsaan)
- Đảng Dân tộc Indonesia chủ nghĩa Marhaen (Partai Nasional Indonesia Marhaenisme)
- Đảng Tiên phong Dân chủ Indonesia (Partai Penegak Demokrasi Indonesia)
- Đảng Tiên phong (Partai Pelopor)
- Đảng Hiến dâng Dân chủ Indonesia (Partai Kasih Demokrasi Indonesia)
- Đảng Khôi phục Dân chủ (Partai Demokrasi Pembaruan, PDP)
- Đảng Ummah

### Cựu đảng
- Đảng Dân chủ Indonesia (Partai Demokrasi Indonesia, PDI, về sau trở thành PDI-P)
- Đảng Cộng sản Indonesia (Partai Komunis Indonesia, PKI)
- Đảng Quốc dân Indonesia (Partai Nasional Indonesia, PNI)
- Đảng Masyumi (Majelis Syuro Muslimin Indonesia, Đại hội đồng Hồi giáo Indonesia)
- Đảng Xã hội chủ nghĩa Indonesia (Partai Sosialis Indonesia, PSI)

### Tổ chức trước độc lập
- Sarekat Islam
- Muhammadiyah
- Nahdlatul Ulama (NU)